# سينثيا أوزيك
سينثيا أوزيك (بالإنجليزية: Cynthia Shoshana Ozick)، روائية أمريكية يهودية وكاتبة قصة قصيرة، وُلدت في 17 أبريل 1928 ونشأت في نيويورك حيث تلقت تعليمها. انتقلت إلى برونكس مع والديها المولودين في روسيا، وترعرعت في برونكس، وارتادت مدرسة هنتر كوليج الثانوية في مانهاتن. وحصلت على درجة البكالوريوس من جامعة نيويورك وذهبت للدراسة في جامعة ولاية أوهايو، حيث أكملت درجة الماجستير في الأدب الإنجليزي

## اهتماماتها الأدبية
غالبا ما تكون روايات أوزيك ومقالاتها حول الحياة اليهودية الأمريكية، ولكنها تكتب أيضًا عن السياسة والتاريخ والنقد الأدبي. وبالإضافة إلى ذلك، فقد كتبت وترجمت النصوص الشعرية.

## ثقافتها وآثارها الأدبية
قرأتْ أعمال ليو بايك، ومارتن بوبر، وفرانز روزنزفايج، وهيرمان كوهين. وأولى رواياتها ثقة (1966)، ومجموعة قصصها القصيرة (الحاخام الوثني وقصص أخرى 1971م) . ولها أيضًا: إراقة الدم وثلاث روايات قصيرة (1976)، وأيضًا: في التنين: خمس روايات (1982)، وكتاب: ماشيَّح ستوكهولم (1987)، ولها كتب أخرى وقد كتبت أوزيك مجموعة مقالات ضمتها في كتاب الفن والحماس (1983) .

## روابط خارجية
- سينثيا أوزيك على موقع الموسوعة البريطانية (الإنجليزية)
- سينثيا أوزيك على موقع مونزينجر (الألمانية)
- سينثيا أوزيك على موقع ميوزك برينز (الإنجليزية)
- سينثيا أوزيك على موقع إن إن دي بي (الإنجليزية)